# Sorbosio
Il sorbosio o sorbòso è un tipo di zucchero che prende il nome dai frutti del sorbo selvatico da cui si ottiene per fermentazione. Una successiva fermentazione porta il composto così ottenuto al sorbitolo.
Il sorbosio è un monosaccaride.
Allo stato solido il sorbosio si presenta in due forme: la forma levogira e racemica, inoltre il sorbosio è un composto cristallino che risulta essere solubile in acqua. Il sorbosio viene utilizzato anche per la produzione di vitamina C